# Alta Vendita

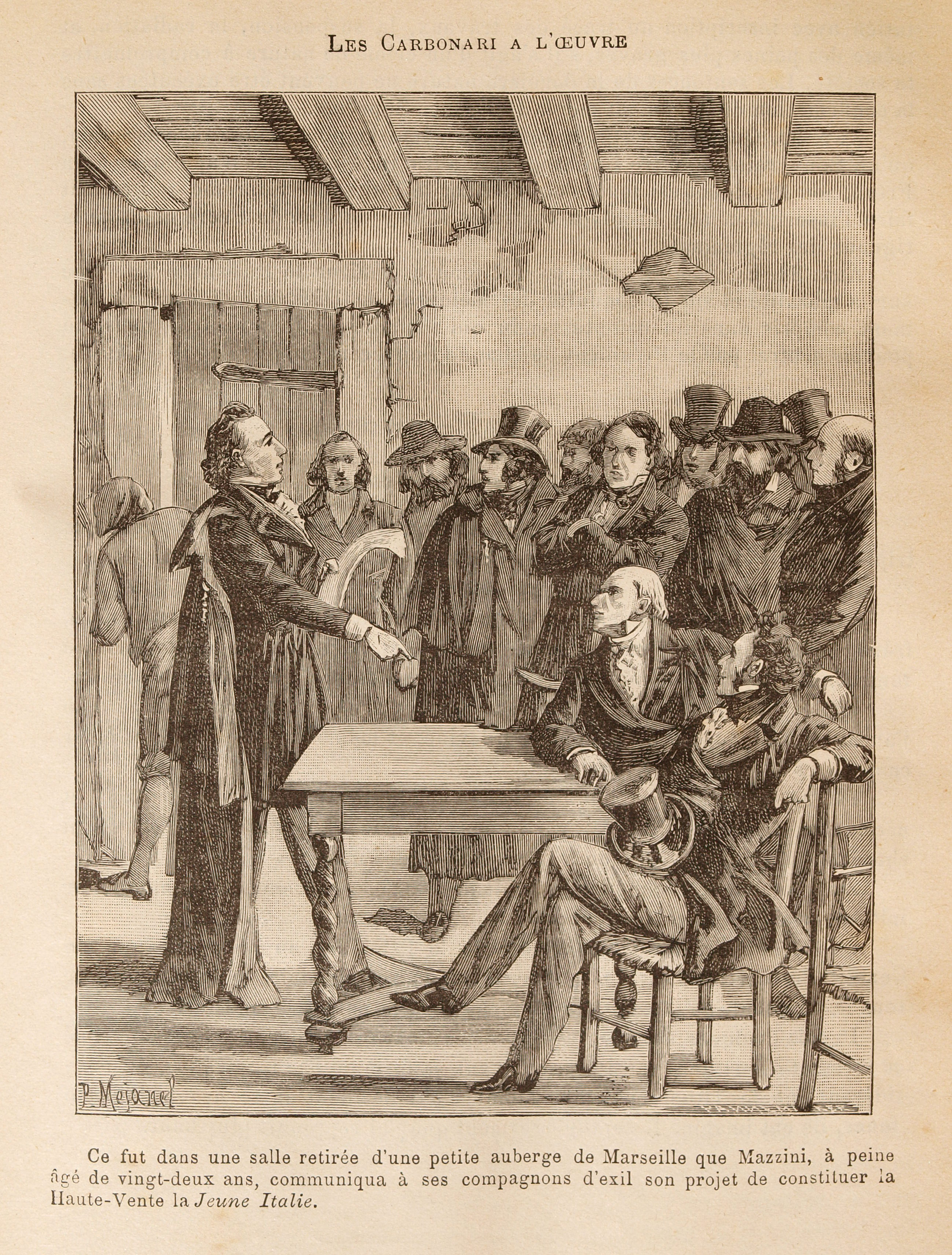
La Alta Vendita, ilustración de Pierre Méjanel

Alta Vendita o Instrucciones Permanentes de la Alta Vendita es un libro clandestino de propaganda publicado al estilo de panfleto y relacionado con la sociedad secreta de los carbonarios italianos, contando un proyecto de infiltracíon de la Iglesia católica en vista de ejercer una acción de subversión.

## Historicidad
Este documento cayó en manos del papa Gregorio XVI. Pío IX ordenó su publicación.

## Publicación
Ese libro fue publicado por primera vez en 1859 por el historiador francés Jacques Crétineau-Joly en su libro L'Eglise Romaine en face de la Révolution
Después lo publicó George Dillon en 1885 en su libro La guerra del anticristo con la Iglesia y la civilización cristiana y Henri Delassus en Le problème de l'heure présente.

## Posteridad
En 1993 el autor John Daniel retoma la teoría en su libro Scarlet and the Beast - A History of the War between English and French Freemasonry.
Todavía circula por muchos círculos católicos tradicionalistas y sedevacantistas, que creen que describe con precisión los cambios en la iglesia en la era posterior al Vaticano II.

## En la cultura popular
El tema de la Alta Vendita aparece en la novela de Umberto Eco El cementerio de Praga.